# Rioja (vinho)

Limites do Rioja D.O.C.

Rioja é uma Denominação de Origem Qualificada (D.O.C.) aplicada a vinhos produzidos sobretudo em La Rioja, Espanha. O Rioja é produzido a partir de uvas produzidas não apenas naquela comunidade autônoma mas também em partes de Navarra e de Álava. A região demarcada é subdividida em três: Rioja Alta, Rioja Baja e Rioja Alavesa. Muitos dos vinhos Rioja têm tradicionalmente misturado uvas das três regiões mas têm havido um lento aumento nos vinhos que utilizam uvas de uma única região.
No total, são plantados anualmente 61 645 hectares em um total de 16 413 vinhas.